# Dead Man Walking (soundtrack)
 Dead Man Walking es el nombre de un álbum lanzado en 1995, debido a la película del mismo nombre protagonizada por Susan Sarandon y Sean Penn. La banda sonora de la película fue nominada a los Premios Oscar. La discográfica que lanzó el álbum fue Columbia Records.

## Lista de canciones
| #  | Título                                     | Intérprete                             | Duración |
| -- | ------------------------------------------ | -------------------------------------- | -------- |
| 1  | "Dead Man Walkin'"                         | Bruce Springsteen                      | 2:43     |
| 2  | "In Your Mind"                             | Johnny Cash                            | 4:14     |
| 3  | "Woman on the Tier (I'll See You Through)" | Suzanne Vega                           | 2:25     |
| 4  | "Promises"                                 | Lyle Lovett                            | 3:03     |
| 5  | "The Face of Love"                         | Nusrat Fateh Ali Khan con Eddie Vedder | 5:39     |
| 6  | "The Fall of Troy"                         | Tom Waits                              | 2:59     |
| 7  | "Quality of Mercy"                         | Michelle Shocked                       | 3:38     |
| 8  | "Dead Man Walking (A Dream Like This)"     | Mary Chapin Carpenter                  | 3:34     |
| 9  | "Walk Away"                                | Tom Waits                              | 2:43     |
| 10 | "Ellis Unit One"                           | Steve Earle                            | 4:39     |
| 11 | "Walkin Blind"                             | Patti Smith                            | 4:39     |
| 12 | "Long Road"                                | Eddie Vedder con Nusrat Fateh Ali Khan | 5:31     |

## Posiciones
| Listas (1996)    | Número Posición |
| ---------------- | --------------- |
| US Billboard 200 | 61              |
| Austria          | 28              |
| Bélgica          | 26              |
| Suiza            | 45              |

## Lanzamiento
| Año  | Discográfica     | Formato | Catálogo |
| ---- | ---------------- | ------- | -------- |
| 1996 | Columbia Records | CD      |          |
| 2006 | Columbia Records | CD      | 76660    |

## Vases también
- Dead Man Walking (película)